# Oscar Cullmann
Oscar Cullmann (ur. 25 lutego 1902 w Strasburgu, zm. 16 stycznia 1999 w Chamonix) – teolog luterański. Najbardziej jest znany ze swojej działalności w ruchu ekumenicznym. Miał znaczący wpływ na ustanowienie dialogu między Kościołami luterańskimi i Kościołem katolickim. Z powodu bliskich kontaktów z Janem XXIII, Pawłem VI i Janem Pawłem II inny wybitny teolog protestancki Karl Barth żartował, że na grobie Cullmanna zostanie umieszczony napis: "Doradca trzech papieży". Był zaproszony w charakterze obserwatora na Sobór watykański II.  Od 1960 był członkiem zagranicznym Królewskiej Holenderskiej Akademii Sztuk i Nauk.

## Dzieła
Napisał m.in.:
- Le retour du Christ : espérance de l'Eglise, selon le Nouveau Testament, Paryż 1945.
- Urchristentum und Gottesdienst, Zürich 1950; wyd. angielskie: Early Christian worship, Londyn 1953.
- Christ et le temps : temps et histoire dans le christianisme primitif, Paryż 1947; wydanie angielskie: Christ and time : the primitive Christian conception of time and history, Londyn 1951.
- Les sacrements dans l'Évangile Johannique : la vie de Jésus et le culte de l'église primitive, Paryż 1951.
- Die Christologie des Neuen Testaments, Tubinga 1957; wydanie angielskie: The Christology of the New Testament, Londyn 1959.
- Catholiques et Protestants : un projet de solidarité chrétienne, Paryż 1958. Wydanie angielskie: Catholics and Protestants : a proposal for realizing Christian solidarity, Londyn 1960.
- Peter, disciple, apostle, martyr: a historical and theological study, Londyn 1962.
- Le Nouveau Testament, Paryż 1966; wydanie polskie: Zarys historii ksiąg Nowego Testamentu, Wanda Kowalska (przekład), Inst. Wydaw. Pax, Warszawa 1968, s. 134.